# UN-Unterausschuss zur Verhütung von Folter
Der UN-Unterausschuss zur Verhütung von Folter (englisch Subcommittee on Prevention of Torture, SPT) ist ein UN-Vertragsorgan, das die Einhaltung der Bestimmungen des Fakultativprotokolls (OPCAT) zum UN-Übereinkommen gegen Folter (CAT) überwacht, welches ein präventives Besuchssystem in den Gefängnissen der ratifizierenden Staaten vorsieht. Damit wurde ein internationales System zur Inspektion von Haftorten etabliert, um zu verhindern, dass die Inhaftierten unmenschlich behandelt werden, was eine Resozialisierung erschweren würde. Bis heute haben 83 Staaten das Protokoll ratifiziert, womit der Ausschuss für diese Staaten zuständig ist. Der UN-Unterausschuss SPT entspricht der Europäischen Kommission zur Verhütung von Folter, welche ihrerseits auf der Europäischen Antifolterkonvention beruht.

## Aufgabe
Es handelt sich beim UN-Unterausschuss SPT um einen nichtrichterlichen Mechanismus, der die Umsetzung des Übereinkommens in den Mitgliedstaaten überwacht. Er nahm seine Arbeit nach Inkrafttreten des Fakultativprotokolls im Februar 2007 auf. Seine Aufgaben bestehen einerseits darin, selbstständig Besuche an Orten der Freiheitsentziehung in den Mitgliedsstaaten des Fakultativprotokolls durchzuführen, andererseits unterstützt und berät er die Nationalen Präventionsmechanismen (NPM) bei ihrer Arbeit. Er verfügt über ein generelles Besuchsrecht an allen Orten, wo Personen im Freiheitsentzug sind. Er gibt Empfehlungen ab und schlägt Maßnahmen zur Verbesserung des Freiheitsentzugs vor. Die Missachtung seiner Empfehlungen hat keine Folgen. Während seinen Besuchen steht der UN-Unterausschuss in direktem Dialog mit Regierungsvertretern, Strafvollzugspersonal, Anwälten, Ärzten und mit den Betroffenen selbst. Die Arbeitsweise und die gesammelten Informationen unterstehen dem Grundsatz der Vertraulichkeit.
In Deutschland war der letzte Kontrollbesuch am 8. und 12. April 2013. Der SPT hatte daraufhin Deutschland in ungewöhnlich scharfer Form darauf hingewiesen, dass die Nationale Stelle zur Verhütung von Folter in Wiesbaden die völkerrechtlichen Anforderungen nicht erfülle.

## Mitglieder des SPT-Ausschusses
Der Ausschuss setzt sich aus 25 unabhängigen Fachleuten aus den Bereichen Recht, Medizin und Strafvollzug zusammen, welche jeweils von den Vertragsstaaten des Fakultativprotokolls vorgeschlagen und von den Vertragsstaaten mit einfacher Mehrheit gewählt werden. Sie werden für vier Jahre gewählt, wobei alle zwei Jahre die Hälfte der Mitglieder ersetzt wird; Wiederwahl ist möglich.
| Name                          | Land                   | Bis am            |
| ----------------------------- | ---------------------- | ----------------- |
| Mari Amos                     | Estland                | 31. Dezember 2018 |
| Hans-Jörg Viktor Bannwart     | Schweiz                | 31. Dezember 2020 |
| Arman Danielyan               | Armenien               | 31. Dezember 2018 |
| Marija Definis-Gojanovic      | Kroatien               | 31. Dezember 2018 |
| Satyabhooshun Gupt Domah      | Mauritius              | 31. Dezember 2020 |
| Malcolm Evans                 | Vereinigtes Königreich | 31. Dezember 2020 |
| Roberto Michel Feher Perez    | Uruguay                | 31. Dezember 2018 |
| Emilio Gines Santidrian       | Spanien                | 31. Dezember 2018 |
| Maria Dolores Gomez           | Argentinien            | 31. Dezember 2020 |
| Lorena Gonzalez Pinto         | Guatemala              | 31. Dezember 2018 |
| Gnambi Garba Kodjo            | Togo                   | 31. Dezember 2018 |
| Petros Michaelides            | Zypern                 | 31. Dezember 2020 |
| Kosta Mitrovic                | Serbien                | 31. Dezember 2020 |
| Aisha Shujune Muhammad        | Malediven              | 31. Dezember 2018 |
| Radhia Nasraoui               | Tunesien               | 31. Dezember 2018 |
| Abdallah Ounnir               | Marokko                | 31. Dezember 2020 |
| Margarete Osterfeld           | Deutschland            | 31. Dezember 2020 |
| June Caridad Pagaduan Lopez   | Philippinen            | 31. Dezember 2020 |
| Catherine Paulet              | Frankreich             | 31. Dezember 2018 |
| Zdenka Perovic                | Montenegro             | 31. Dezember 2020 |
| Haimoud Ramdam                | Mauretanien            | 31. Dezember 2020 |
| Aneta Stanchevska             | Nordmazedonien         | 31. Dezember 2018 |
| Nora Sveaass                  | Norwegen               | 31. Dezember 2018 |
| Felipe Villavicencio Terreros | Peru                   | 31. Dezember 2018 |
| Victor Zaharia                | Moldau                 | 31. Dezember 2020 |